# Kineski crveni bor
Kineski crveni bor (Massonov bor; lat. Pinus massoniana; kineski : 馬尾松) je vrsta bora, nativna na Tajvanu i u širokom području središnje i južne Kine, uključujući Hong Kong i sjeverni Vijetnam. Raste na niskim do umjerenim nadmorskim visinama, uglavnom ispod 1.500 m, ali rijetko i do 2.000 m nadmorske visine.

## Opis
Kineski crveni bor je zimzeleno drvo, koje doseže 25–45 metara u visinu, sa širokom, zaobljenom krošnjom dugih grana. Kora je gusta, sivkasto-smeđa i ljuskasta na dnu debla, a narančasto-crvena i tanka više na deblu. Listovi su igličasti, tamnozeleni, po dva u grupi, 12–20 cm dugački i 0.8–1 mm široki. Omotač im je 1.5–2 cm dug. Češeri su jajoliki, 4–7 cm dugi, kestenasto smeđe boje. Otvaraju se kad sazriju, u kasnu zimu, do širine od 4–6 cm. Sjemenke su krilate, 4–6 mm duge, s krilima od 10–15 mm. Oprašivanje je sredinom proljeća, a češeri sazrijevaju 18-20 mjeseci nakon toga.

## Ekologija
U 1970-im i 1980-ima, borova nematoda (Bursaphelenchus xylophilus) iz Sjeverne Amerike i Chionaspis pinifoliae s Tajvana zajedno su praktički eliminirali izvorni Pinus massoniana u Hong Kongu.

## Fosilni nalazi
Fosili češera sa sjemenkama i nekoliko iglica Pinus massoniana opisani su u okviru flore kasnog miocena u Wenshanu, u pokrajini Yunnan, jugozapadna Kina. Fosili najviše podsećaju na varijetet P. massoniana var. hainanensis, tropsko planinsko termofilno stablo ograničeno na otok Hainan na jugu Kine.

## Uporaba
Vrsta je uobičajeno stablo koja se koristi u plantažnom šumaratvu kao zamjena ili nadoknada gubitka prirodne šume na jugu Kine. Kineski kolofonija dobiva se uglavnom od terpentina ovog bora (Pinus massoniana) i P. elliottii. 
Trupci se uglavnom koriste za izradu celuloze za papirnu industriju. 
Listovi se koriste da daju poseban okus dima lokalnom crnom čaju, poput Lapsang souchong iz pokrajine Fujian.

## Vanjske poveznice
|  | Zajednički poslužitelj ima stranicu o temi Kineski crveni bor    |
|  | Zajednički poslužitelj ima još gradiva o temi Kineski crveni bor |
|  | Wikivrste imaju podatke o taksonu Kineski crveni bor             |